# اورن، آنکارا

اورن، آنکارا

اورن (به ترکی استانبولی: Evren) یک شهر در ترکیه است که در آنکارا واقع شده‌است. اورن ۹۲۲ متر بالاتر از سطح دریا قرار دارد.